# Carl Lindgren
Carl August Nikolaus Lindgren, född 14 november 1899 i Kumla socken Östergötland, död 1960 i Kumla, var en svensk målare och tecknare. 
Lindgren studerade vid Edward Berggrens målarskola i Stockholm 1937-1938 och i Paris 1938-1939. Separat ställde han ut i Motala 1941, Örebro 1946 och 1950. Han medverkade i samlingsutställningar med Östgöta konstförening 1941, 1944, 1946 och 1951.
Hans konst består av figursaker, porträtt, interiörer, landskapsmålningar och stilleben utförda i olja eller pastell samt teckningar i kol, tusch och blyerts.